# Яворє-при-Габровкі
Яворє-при-Габровкі (словен. Javorje pri Gabrovki) — поселення в общині Літія, Осреднєсловенський регіон, Словенія. Висота над рівнем моря: 624,1 м.